# Настоящая любовь (роман)
«Настоящая любовь» (англ. One True Loves) — роман писательницы Тейлор Дженкинс Рейд, впервые выпущенный в 2016 году издательством Washington Square Press.
Книга получила многочисленные отзывы книжных блогеров. В итоге это привело роман к всплеску популярности в BookTok — книжном сообществе в социальной сети TikTok, следствием чего стала идея его экранизации.

## Краткое содержание
Эмма Блэр влюбилась в Джесси в юности, он был самым популярным парнем в школе. Они поженились и объездили вместе полмира, но однажды Джесси улетел в командировку и пропал без вести посреди Тихого океана… Девушка долго не верила, что сможет начать жить заново, но встреча со старым другом Сэмом заставила её поменять свои взгляды. Её сердце снова полно надежды на светлое будущее, но в день помолвки Эммы и Сэма раздается телефонный звонок. Джесси, которого все считали погибшим, жив. Как решиться, как выбрать одного? Если любишь обоих, и каждый из них мечтает провести с тобой вечность.

## Экранизация
О начале производства фильма — адаптации романа Тейлор Дженкинс Рейд «One True Loves» — было объявлено 2 июня 2021 года. Тогда же стали известны имя режиссера — Энди Фикмен и имена главных звёзд проекта — Симу Лю, Филлипа Су и Люк Брейси. Фильм вышел в 2023 году.